# Hernia nuclei pulposi
Hernia nuclei pulposi of hernia van de tussenwervelschijf, is een aandoening van de rug (rughernia) of de nek (nekhernia) waarbij de tussenwervelschijf uitstulpt. In de geneeskunde wordt deze aandoening vaak afgekort tot HNP. Hierbij kunnen zenuwen bekneld raken, waarbij ernstige pijn kan ontstaan, of zelfs uitval van de zenuw, resulterend in spierfunctieverlies (bijvoorbeeld onvermogen de voet naar de scheen toe te trekken) of een 'doof' gevoel. De pijn kan mild zijn, maar ook zo ernstig dat de patiënt zich slechts op handen en knieën kan voortbewegen.

## Anatomie
De wervelkolom bestaat uit 7 nekwervels, 12 borstwervels, 5 lendenwervels, het heiligbeen (5 aaneengegroeide wervels) en het staartbeen (4 of 5 aaneengegroeide wervels). De wervels zijn van elkaar gescheiden door een tussenwervelschijf, zodat de wervelkolom bewegingsvrijheid krijgt. Deze 24 tussenwervelschijven bestaan uit een taai buitenste omhulsel van vezelig kraakbeen (Latijn: annulus fibrosus) met in het midden een geleiachtige kern (Latijn: nucleus pulposus). Bij grote belasting kan de omhulling scheuren en de geleiachtige kern naar buiten stulpen. In het wervelkanaal bevindt zich het ruggenmerg, waaruit de segmentale zenuwen ontspringen. De oorsprong van zo'n zenuw heet de zenuwwortel. De uitpuilende kern van de tussenwervelschijf kan op de zenuw drukken waar deze tussen de wervels door het wervelkanaal verlaat. In zeldzame gevallen kan hij op een aantal zenuwen in het ruggenmerg kanaal zelf drukken. Dit is een spoedgeval wanneer het de sacrale en/of laag-lumbale uittredende zenuwen betreft (caudasyndroom).
De meeste hernia's (90%) ontstaan tussen de 3e, 4e en 5e lendenwervel, of tussen de 5e lendenwervel en het heiligbeen. Dit zijn de zwaarst belaste tussenwervelschijven.
Ongeveer 1 op 8 hernia's is een nekhernia. Nekhernia’s komen minder frequent voor omdat nekwervels nauwelijks druk te verwerken krijgen. De meest voorkomende nekhernia's liggen tussen de 5e en de 6e (C5-6) halswervel en tussen de 6e en de 7e (C6-7), maar ze kunnen ook op andere plaatsen binnen de halswervelkolom optreden (behalve tussen C1 en C2, want daar zit géén tussenwervelschijf).
Hernia’s in de borstwervels zijn het zeldzaamst: 0,5% van de gevallen, omdat die wervels vastzitten aan de ribben en ze zich nauwelijks kunnen bewegen.

## Oorzaak
Er is niet echt een duidelijke oorzaak van HNP. In sommige families komt het meer voor dan in andere, en er is bijvoorbeeld niet aangetoond dat zwaar werk en veel tillen vaker tot een HNP leidt. Niettemin is iedere individuele hernia toch het gevolg van een letsel dat door een grote drukverhoging in de tussenwervelschijf ontstaat, meestal bij zwaar tillen of een ongewone beweging. Dit kan ook optreden bij ongetrainde mensen die niet geregeld zwaar werk doen.
Bij mensen ouder dan 60 jaar komt hernia doorgaans niet meer voor, omdat hun nuclei pulposi bijna volledig zijn verdroogd en ingezakt, en ze dus ook niet meer kunnen uitpuilen. De meeste hernia’s komen voor bij mensen met een leeftijd tussen 40 en 60 jaar. Niettemin zijn hernia's onder de 40 jaar ook vaak voorkomend.

## Diagnose
De diagnose kan worden vermoed door een aantal verschijnselen:
- Meestal is er pijn in de rug; dit ter hoogte van het betrokken segment, maar ook wat hoger en wat lager.
- Wortelprikkeling van een of meer uittredende zenuwen, die zich meestal uit door uitstralende pijn in een been tot beneden het niveau van de knie.
- De pijn wordt erger als er aan de betreffende zenuw getrokken wordt, bijvoorbeeld door het op de rug liggend gestrekt optillen van het betrokken been (proef van Lasègue).
- Verminderde spierrekkingsreflexen in het aangedane segment (bij een hernia tussen 5e lendenwervel en heiligbeen bijvoorbeeld vaak een verlaagde achillespeesreflex).
- Het wordt vaak erger bij hoesten, niezen en/of persen. (ezelsbruggetje: afgekort tot 'hnp')

De diagnose kan zichtbaar gemaakt worden met medische beeldvorming. Het probleem hier is dat deze onderzoeken zeer vaak o.a. gewrichtsdegeneratie of discushernia vaststellen. Men is dan geneigd om de oorzaak van de pijn daaraan toe te schrijven, terwijl dit soort degeneraties ook vaak gezien wordt bij mensen die geen symptomen vertonen. In dat geval kan beeldvorming zelfs een iatrogeen effect hebben, en patiënten bevestigen in hun overtuiging dat de klachten veroorzaakt worden door ernstige letsels aan de wervelkolom.
- MRI (kernspintomografie). Dit onderzoek is het onderzoek van eerste keus. In vrijwel alle gevallen zal het mogelijk zijn om hiermee de diagnose hernia te stellen.
- CT-scan (computertomografie), eventueel in combinatie met een contrastonderzoek. Vooral de botstructuren van de wervelkolom kunnen met de CT-scan goed worden beoordeeld, hetgeen informatie geeft die van belang is bij de keuze van het soort operatie, indien die nodig is.
- Caudografie.

Omgekeerd geldt ook dat niet bij iedereen bij wie aan een HNP wordt gedacht wordt dit vermoeden door de MRI-scan bevestigd.

## Discuspropulsie
Een op een hernia lijkend beeld betreft de discuspropulsie. Daarbij is de discus niet gescheurd, maar wordt deze in zijn geheel naar buiten gedrukt. De pijn lijkt op de uitstralende pijn bij een hernia, maar is in feite een 'referred pain' en gaat niet gepaard met verminderde spierfunctie of een verminderd gevoel. Met oefeningen die de lordose van de rug versterken, kunnen de pijnklachten sterk verminderen.

## Therapie

### Gedoseerd actief blijven
De meeste gevallen van HNP kunnen, net als de meeste andere soorten lage rugpijn, behandeld worden door zelf-management. De pijn verdwijnt dan na verloop van tijd.
Er is wetenschappelijke consensus dat patiënt zoveel mogelijk ondersteund en aangeraden moet worden om zijn werk en normale dagelijkse activiteiten te hervatten. Het is niet verstandig om te wachten tot men pijnvrij wordt, of stoppen met bewegen als men pijn krijgt; er ontstaat snel een vicieuze cirkel met spierpijn, gespannen spieren en bewegingsangst. Het is dus de bedoeling om  zo veel mogelijk actief te blijven. 

### Niet-invasieve interventies
Bij patiënten die regelmatig last hebben van uitstralende pijn, kunnen verdere stappen genomen worden (al dan niet in combinatie met elkaar):
- Begeleide oefenprogramma's, op maat gemaakt naar de specifieke behoeften, voorkeuren en mogelijkheden van de patiënt;
- Manuele technieken bij een kinesitherapeut met een bijzondere beroepsbekwaamheid in de manuele therapie
- Psychologische ondersteuning, zoals cognitieve gedragstherapie;

### Medicijnen
Indien nodig kan de patiënt pijnstillers nemen. De voorkeur gaat uit naar niet-steroïdale ontstekingsremmers zoals ibuprofen en diclofenac. Sterkere pijnstillers, antidepressiva en anti-epileptica kunnen in specifieke gevallen.

### Chirurgische interventie
Ingeval de klachten lang duren (langer dan 6 tot 12 weken) kan worden besloten tot operatief ingrijpen. Dit is zelden noodzakelijk. De patiënt heeft echter vaak (onterecht) het idee dat operatie een wondermiddel is en dringt er vaak sterk op aan te worden geopereerd. 
Het is enerzijds niet altijd zeker dat opereren de pijnproblematiek zal wegnemen. Anderzijds is er een groot risico dat na de ingreep littekenweefsel rondom de zenuwstructuren ontstaat, wat kan leiden tot permanente pijnklachten. 

#### Indicatoren wanneer chirurgisch ingrijpen nodig kan zijn
Indien sprake is van verlammingsverschijnselen, significant neurologische problemen, of als de niet-chirurgische aanpak na 6-8 weken niet aanslaat, kan chirurgisch ingrijpen nodig zijn.
Het Kenniscentrum raadt een operatie enkel aan bij personen met uitstralende pijn, ten vroegste minstens 6 tot 12 weken na het begin van de symptomen, wanneer de overige, niet-invasieve evidence-based behandelingen de pijn of functie niet verbeterd hebben, en als de beeldvorming de problematiek bevestigt".

#### Verloop operatie
Een herniaoperatie wordt onder narcose, onder spinale anesthesie (alleen verdoving van de lendenwervelkolom en de benen via een prik in de rug) of analgo-sedatie uitgevoerd. Iedere hernia-operatie kent het risico op complicaties. Het betreft bijvoorbeeld een nabloeding, een infectie van wond of tussenwervelschijf, lekkage van hersenvocht, een trombosebeen en zenuwschade.
Operatief ingrijpen wordt vrijwel altijd gevolgd door fysiotherapie die erop gericht is de patiënt weer volledig te mobiliseren.